# ممارسة روحية
الممارسة الروحية أو التدريب الروحي (يتضمن عادةً تمرينات روحية) هو أداء منتظم أو دائم لمجموعةٍ من الأفعال والنشاطات بهدف إنماء التطور الروحي. ويُعد «السير على الصراط» هو التشبيه الأكثر شيوعًا من حيث الاستخدام في التقاليد الروحية للديانات العظمى في العالم. وبالتالي فإنَّ الممارسة الروحية تدفع بالفرد عبر الصراط تجاه الهدف المنشود. ويُشار إلى هذا الهدف بأسماءٍ عدة مثل الخلاص أو التحرر (في الديانات الهندية) أو الاتحاد (مع الرب). وفي بعض الأحيان يُشار إلى الفرد الذي يسير على مثل هذا الصراط باسم «ابن السبيل» أو الحاج.

## الممارسات الروحية في مواجهة العبادة
يتم أداء بعض الممارسات مثل الـتأمل والـيوجا والنباتية لغرضٍ روحي. ويُعتقد أن هذه الممارسات تُميز الأديان والمذاهب المتبعة في الشرق أكثر من تلك المتبعة في الغرب. وربما يرتبط هذا التصور بحقيقة تميُّز الأديان الشرقية بطقوس التصوف بصورةٍ أكبر من الأديان الغربية. وقد يكون هذا التصور صحيحًا إلى حدٍّ ما، إلا أنَّه حتى في التقاليد الدينية الغربية التي تتجنب الممارسات الصوفية غالبًا ما توجد العديد من الممارسات والطقوس التي قد تُحسب على مصطلح «الممارسة الروحية».
وعلى أية حال، تميل الأديان الغربية بصفةٍ عامة إلى التركيز على الأفكار اللاهوتية بشكلٍ أكبر من الأديان الشرقية. فعلى سبيل المثال تتضمن الصلاة في الإسلام الإقرار بالـشهادتين «شهادة أن لا إله إلا الله وأن محمدًا رسول الله»، وغالبًا ما تركز الصلوات المسيحية بأشكالها المتعددة على الرب أو شخصيته أو الـمسيح أو على الوسط المحيط بالفرد الذي يُصلي. وعلى النقيض من ذلك، تركز طقوس الـتأمل الـبوذية على تعميق تجربة الإنسان وفهمه للعقل أو لبوذا، وغالبًا ما يتم فهمهما على أنهما الشيء ذاته. في حين يركز أتباع طائفة الـزن الذين يمارسون الكوآن (مجموعة من الأقوال المأثورة والعِبر) على تأمل المفارقات المعقدة للغاية كوسيلة لتفريغ العقل أو الوصول إلى مرحلة «اللا نفس» والمعروفة في البوذية باسم أناتمان (anatman).
وقد يكون من المفيد للقارئ أن يقوم بعقد مقارنةٍ بين مفهوم الممارسة الروحية ومفهوم الـعبادة بالإضافة إلى مفاهيم أخرى كالتمجيد والإجلال والـصلاة.

## الأديان الإبراهيمية

### اليهودية
كافانا هي توجيه القلب للوصول لأفكار تأملية عليا واكتساب قوة داخلية. من المرجح أن الممارسة الروحية الأكثر رقيًا لليهود معروفة باسم توراة ليشما، وهي الدراسة الحثيثة للتوراة. تلاوة الصلوات اليومية (مثل صلاة الشيما وصلاة آميدا)، واتباع أحكام الكشروت والالتزام بيوم الشبات (السبت) والصوم وأداء أعمال الخير والمحبة، كل ذلك يساعد في الحفاظ على الوعي بوجود بالله. وشجعت مختلف الحركات اليهودية على مر التاريخ طائفةً من الممارسات الروحية الأخرى. فحركة المسار اليهودي، على سبيل المثال، تشجع على مجموعة متنوعة من التأملات وتفكرات الاهتداء وأداء الترانيم.

### المسيحية
في المسيحية، تشمل الجوانب الروحية: الصلاة والصوم وقراءة الكتاب المقدس المسيحي إلى جانب التعبدات اليومية والتردد المعتاد على الكنائس  والمشاركة المستمرة في الأسرار المقدسة مثل سر الأفخارستيا، والإحياء الدقيق لشعائر يوم الرب (راجع سبتية يوم الأحد) وأداء الحج المسيحي إلى الأرض المقدسة وزيارة الكنيسة والصلاة فيها والتضرعات اليومية أمام المذبح في المنزل أثناء الركوع في المُصلى والرهبنة المسيحية ودراسة الكتاب المقدس والترنيم واستخدام مسبحة الصلاة وكبح جماح شهوات الجسد والتأمل المسيحي أو صلاة التأمل والإحسان ومباركة المرء نفسه أمام جرن الماء المقدس في المنزل كل يوم ومراعاة الأزياء المحتشمة، والمصالحة والقراءة الإلهية (باللاتينية:Lectio Divina).
ويمكن أن تشمل الجوانب الروحية أيضا أي مزيج مما يلي: العفة والاعتراف والصيام والزمالة وحسن التدبير والعطاء والهداية وحسن الضيافة والتواضع والألفة والتأمل والصلاة والاختلاء بالله والتفكر وضبط النفس والسخرة والخدمة والبساطة والإنشاد وعدم التسرع والعزلة والدراسة والخضوع والتسليم والتدريس والعبادة.
في التقويم الطقسي المسيحي، ثمة بعض الجوانب الروحانية التي يُركز عليها خلال فصول مختلفة من السنة المسيحية. على سبيل المثال، في موسم التقويم الطقسي الأول -مجيء المسيح- يستعد المسيحيون من مختلف الطوائف لقدوم زمن الميلاد بتأدية الصلاة من خلال العبادات يومية، فضلاً عن تحديد تقويم القدوم وإكليل القدوم. في الصوم الكبير، وهو الموسم التحضيري لموسم الفصح، يشارك العديد من المسيحيين (وخاصة الكاثوليك والميثوديين والأنجليكيين) في صيام يوم الجمعة  وصلاة درب الصليب وتحديد تقويم الصوم الكبير، وتقديم تضحية الصوم الكبير مثل التخلي عن الكحول والامتناع التام عن المسكرات.
تؤكد بعض الطوائف المسيحية على مختلف الجوانب الروحية. فالصلاة بالمسبحة الوردية، والقيام بأعمال الرحمة الجسدية والروحية، والقيام بأعمال الجبر هي مجالات روحية محترمة في الكنيسة الكاثوليكية. في الميثودية، أعمال الرحمة وأعمال التقوى هي فروع روحية لا غنى عنها فيما يتعلق بتقديس المرء لنفسه. تمارس جمعية الأصدقاء الدينية (المعروفة أيضا باسم الكويكرز) العبادة الصامتة، والتي يتخللها كهنوت غنائي. فالكويكرز لا يملكون إلا القليل من التعاليم أو المعتقدات، لذا فإن ممارساتهم تشكل جزءًا كبيرًا من هويتهم الجماعية.
أكد الكاتب في الجوانب الروحية المسيحية المعروف، ريتشارد فوستر، أن التأمل المسيحي لا يركز على إفراغ العقل أو النفس، إنما بالأحرى على ملء العقل أو النفس بالله.

### الإسلام
تُؤدى الممارسة الروحية في الإسلام ضمن حدود صلاة الإسلام (صلاة طقسية) التي يكبح المسلمون خلالها جميع الأفكار ويركزون على الله فقط، وكذلك من خلال أشكال أخرى من العبادة مثل الصوم والحج. ومن بين العديد من الجماعات الإسلامية، فإن الانغماس في الممارسات الروحية يعتبر أكثر وضوحًا وعمقًا لدى الصوفيين، متضمنةً الذِكر والمراقبة ورقص السماع (الرقص الصوفي).